# پیرمسن
پیرمسن (به لاتین: Pirəmsən) یک منطقه مسکونی در جمهوری آذربایجان است که در شهرستان شابران واقع شده است. پیرمسن ۹۰۸ نفر جمعیت دارد.